# Малая Кша
Малая Кша — река в России, протекает в Республике Мордовия. Левый приток реки Большая Кша.

## География
Река берёт начало в лесах юго-восточнее посёлка Чамзинка. Течёт в южном направлении. Устье реки находится у села Большие Березники в 4,9 км от устья Большой Кши. Длина реки составляет 34 км, площадь водосборного бассейна — 265 км². В 7 км от устья, по левому берегу впадает река Нирлейка.

## Данные водного реестра
По данным государственного водного реестра России относится к Верхневолжскому бассейновому округу, водохозяйственный участок реки — Сура от Сурского гидроузла и до устья реки Алатырь, речной подбассейн реки — Сура. Речной бассейн реки — (Верхняя) Волга до Куйбышевского водохранилища (без бассейна Оки).
Код объекта в государственном водном реестре — 08010500312110000036784.